# Route départementale 301 (Pas-de-Calais)
 (septembre 2019).
Si vous disposez d'ouvrages ou d'articles de référence ou si vous connaissez des sites web de qualité traitant du thème abordé ici, merci de compléter l'article en donnant les références utiles à sa vérifiabilité et en les liant à la section « Notes et références ».
La Route départementale 301 ou D 301 est une route départementale du département du Pas-de-Calais reliant l'échangeur entre l’A21 et l’A26 à la D 341 sur la commune de Calonne-Ricouart.

## Morphologie
La D 301 se présente sous la forme d'une voie rapide « 2 × 2 voies » avec bande d'arrêt d'urgence jusqu'au carrefour giratoire d'Houdain, puis d'une route à accès réglementé à trois voies alternées jusqu'à sa fin (à l'exception du court tronçon entre l'ancienne route nationale 341 et la Polyclinique de la Clarence). L'ensemble de son tracé est donc interdit aux véhicules les plus lents.
Elle prolonge l'autoroute A 21 vers l'est du Bassin Minier du Nord-Pas-de-Calais, avec laquelle elle forme un itinéraire de voie express appelé la Rocade minière. Elle permet de relier cette autoroute avec la route nationale 341 (déclassée en D 341) et l'agglomération.

## Historique
À l'origine simple route à deux voies, la D 301 a été progressivement doublée dans les années 2000 sur sa portion Aix-Noulette - Maisnil-lès-Ruitz.
En 2012, l'ouverture de la nouvelle D 941 destinée à contourner Bruay-la-Buissière en direction de Béthune entraîne son doublement sur quelques centaines de mètres vers l'ouest après Maisnil-lès-Ruitz.
En 2014 un giratoire est construit à l'intersection avec la D 86 sur la commune d'Houdain, en prévision du dédoublement.
L'année 2015 voit la construction du contournement de cette commune d'Houdain. En effet la voie express passait dans la commune et desservait les habitations en étant limitée à 70 km/h, ce qui rendait l'endroit pénible et dangereux tant pour les automobilistes que pour les habitants. Ce contournement marque aussi le doublement intégral de la route depuis Aix-Noulette.
En 2016, à la suite de la volonté de doubler l'autoroute A 21 entre la D 301 et la fin de l'échangeur A 21/A 26 conduit au déclassement d'une centaine de mètres de l'A 21 au profit de la D 301. Cet étranglement générant beaucoup d'embouteillages n'avait pas été doublé en même temps que la D 301 quelques années auparavant car ce doublement nécessitait la construction d'un nouveau pont au-dessus de l'autoroute A 26. Avec le déclassement ce nouvel ouvrage d'art a pu être financé par le Département du Pas-de-Calais. Le point de départ de la D 301 passe donc de la commune d'Aix-Noulette à celle de Bully-les-Mines.
Le doublement est complètement ouvert à la circulation le 20 septembre 2019, avec six mois d'avance sur le calendrier prévisionnel.

## Tracé
| Type d'intersection | Desserte                                                                               |
| ------------------- | -------------------------------------------------------------------------------------- |
|                     | A21 A26 D 301                                                                          |
| Sortie              | D 937 Nœux-les-Mines − Sains-en-Gohelle − Aix-Noulette.                                |
| Sortie              | D 75 D 75e3 Sains-en-Gohelle − Bouvigny-Boyeffles − Hersin-Coupigny.                   |
| Sortie              | C 6 Hersin-Coupigny.                                                                   |
| Sortie              | C 10 Hersin-Coupigny (Bracquencourt).                                                  |
| Sortie              | D 57e2 Barlin − Golf du Parc d'Olhain.                                                 |
| Sortie              | D 72 Maisnil-lès-Ruitz − Rebreuve-Ranchicourt − Parc départemental d'Olhain.           |
| Sortie              | D 941 Béthune − Ruitz − Haillicourt − Parc industriel de Ruitz.                        |
|                     | D 86 Bruay-la-Buissière − Houdain.                                                     |
| Sortie              | D 57 Houdain.                                                                          |
| Sortie              | D 941 Berck − Le Touquet − Saint-Pol-sur-Ternoise − Divion − D 302 Bruay-la-Buissière. |
|                     | Polyclinique de la Clarence.                                                           |
|                     | D 341 Divion − Calonne-Ricouart − Camblain-Châtelain                                   |

## Ouvrage d'art remarquable
La D 301 passe sur le viaduc de Divion. Ce pont d'une longueur de plus de 300 mètres[précision nécessaire] lui permet de franchir la ville éponyme sans entrer dans la ville en passant au-dessus des habitations. Il évite aussi des croisements avec la rue Marcel-Sellier, la D 841 et la Lawe.